# Milicheilea
Milicheilea is een geslacht van weekdieren uit de klasse van de Gastropoda (slakken).

## Soort
- Milicheilea hidalgogatoae Espinosa & Ortea, 2011